# Halkip

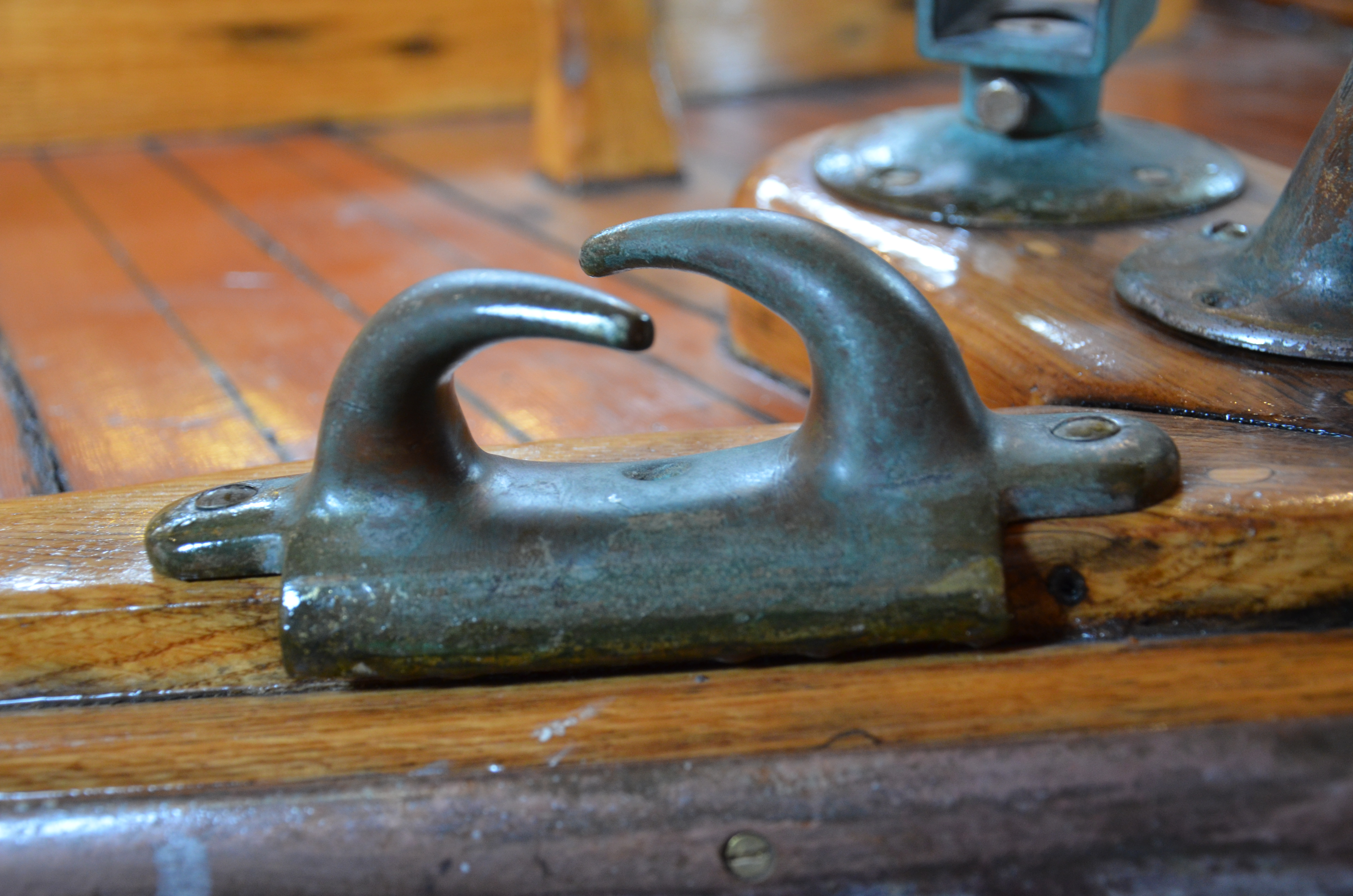
Halkip på motorseglaren Lisen på Bohusläns museum.

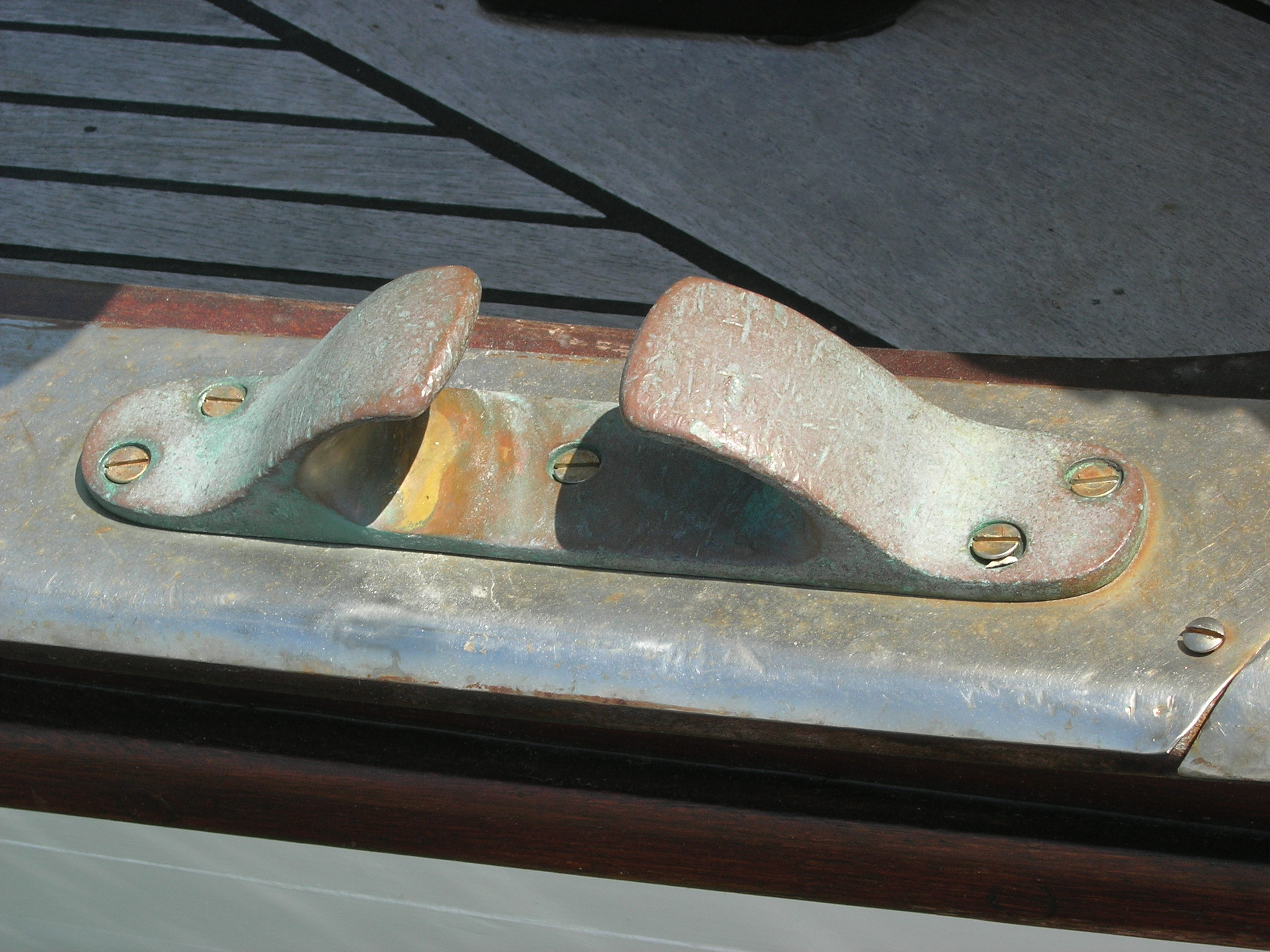
Halkip på en reling.

Halkip eller halgatt är en öppning eller ett beslag i eller på relingen på en båt eller fartyg. Den används för anliggning eller genomföring av rep eller tross vid förtöjning. På fartyg kan halkipar vara försett med en rulle i underkant för att minska slitaget på tågvirke. 

## Källhänvisningar
1. ↑  "Halgatt, halkip (snatch, fairlead)". Arkiverad 23 februari 2015 hämtat från the Wayback Machine. Sjofartsverket.se. Läst 23 februari 2015.